# 昂热 (芒什省)
昂热（法語：Angey，法語發音：[ɑ̃ʒɛ]）是法国芒什省的一个旧市镇，属于阿夫朗什区。2016年，昂热与临近的4个市镇合并为新市镇萨尔蒂伊拜博卡日。

## 地理
昂热（48°45'2"N, 1°29'28"W）面积2.47 平方千米，位于法国诺曼底大区芒什省，该省份为法国西北部沿海省份，西、北、东北三面环大西洋，东起顺时针与卡爾瓦多斯省、奧恩省、马耶讷省和伊勒-维莱讷省接壤。
与昂热接壤的市镇（或旧市镇、城区）包括：瑞卢维尔、德拉热-龙通。

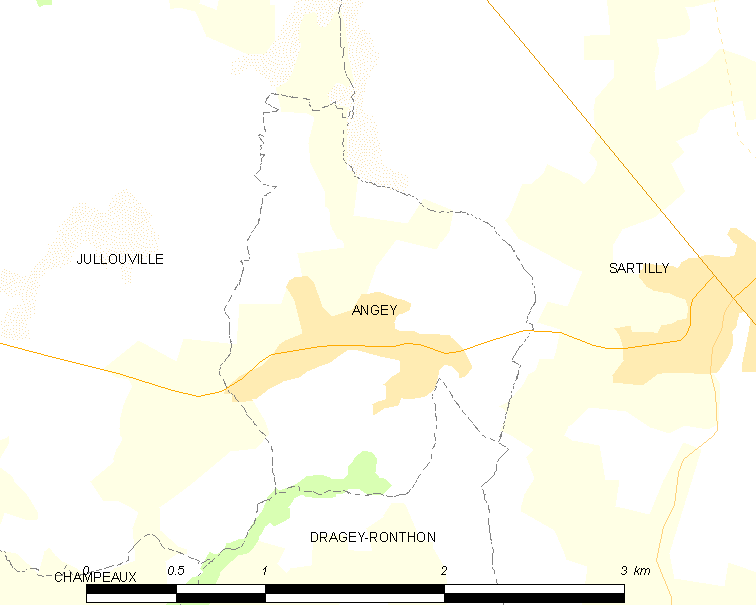
的OSM定位图

昂热的时区为UTC+01:00、UTC+02:00（夏令时）。

## 行政
昂热的邮政编码为50530，INSEE市镇编码为50009。

## 政治
昂热所属的省级选区为阿夫朗什县。

## 人口

1962-2008年间人口变化图示

昂热于2018年1月1日时的人口数量为287人。